# Freudenburg
Freudenburg település Németországban, Rajna-vidék-Pfalz tartományban. Lakosainak száma 1810 fő (2023. december 31.).

## Népesség
A település népességének változása:
| Lakosok száma | 1560 | 1775 | 1792 | 1830 | 1833 | 1810 |
|               | 1975 | 2017 | 2019 | 2021 | 2022 | 2023 |